# Benwood
Benwood és una població dels Estats Units a l'estat de Virgínia de l'Oest. Segons el cens del 2000 tenia 1.585 habitants.

## Demografia
Segons el cens del 2000, Benwood tenia 1.585 habitants, 706 habitatges, i 429 famílies. La densitat de població era de 489,6 habitants per km².
Dels 706 habitatges en un 25,9% hi vivien nens de menys de 18 anys, en un 39,7% hi vivien parelles casades, en un 17,3% dones solteres, i en un 39,1% no eren unitats familiars. En el 34,6% dels habitatges hi vivien persones soles el 17,7% de les quals corresponia a persones de 65 anys o més que vivien soles. El nombre mitjà de persones vivint en cada habitatge era de 2,25 i el nombre mitjà de persones que vivien en cada família era de 2,9.
Per edats la població es repartia de la següent manera: un 22% tenia menys de 18 anys, un 8,6% entre 18 i 24, un 26,3% entre 25 i 44, un 22% de 45 a 60 i un 21% 65 anys o més.
L'edat mediana era de 40 anys. Per cada 100 dones de 18 o més anys hi havia 78,9 homes.
La renda mediana per habitatge era de 20.478 $ i la renda mediana per família de 27.232 $. Els homes tenien una renda mediana de 23.906 $ mentre que les dones 16.827 $. La renda per capita de la població era de 15.543 $. Entorn del 19,5% de les famílies i el 21,5% de la població estaven per davall del llindar de pobresa.

## Poblacions més properes
El següent diagrama mostra les poblacions més properes.